# Tmarus sigillatus
Tmarus sigillatus là một loài nhện trong họ Thomisidae.
Loài này thuộc chi Tmarus. Tmarus sigillatus được Arthur Merton Chickering miêu tả năm 1950.